# Ethologie
Als Ethologie wird im deutschen Sprachraum traditionell die „klassische“ vergleichende Verhaltensforschung bezeichnet, die sich ab den 1930er-Jahren als eigenständige Forschungsrichtung etablierte, gelegentlich aber auch ganz generell die Verhaltensbiologie. Die Ethologie ist folglich ein Teilgebiet der Zoologie und eine Nachbardisziplin der Psychologie, aber innerhalb der Zoologie auch eine Ergänzung zu den vergleichenden Ansätzen von Morphologie, Anatomie und Physiologie im Dienst einer systematischen Verwandtschaftsforschung.

## Wortbedeutung
Die Bezeichnung Ethologie ist abgeleitet von altgriechisch ἔθος ethos ([ˈɛtʰɔs]; „Gewohnheit, Sitte, Brauch“) oder dessen Ableitung ἦθος ēthos ([ˈɛːtʰɔs]; „Charakter, Sinnesart, Brauch, Sitte, Gewohnheit“; siehe auch Ethos) und λόγος lógos (unter anderem „philosophischer Lehrsatz“, im Plural auch „Wissenschaften“, vergleiche -logie). Ethologie bedeutet dem Wortsinne nach „die Wissenschaft von den Gewohnheiten“.
Der Neologismus Ethologie wurde Mitte des 19. Jahrhunderts in Frankreich von Isidore Geoffroy Saint-Hilaire geprägt, und Friedrich Dahl hatte bereits 1898 vorgeschlagen, das französische Wort für die Lebensgewohnheiten der Tiere ins Deutsche zu übernehmen. Doch erst nachdem William Morton Wheeler 1902 ethology in den englischen Sprachraum eingeführt und sich diese Bezeichnung dort durchgesetzt hatte, gelangte sie über diesen Umweg wieder zurück nach Deutschland.

## Die klassische ethologische Instinktforschung
Die ethologische Forschung ist eng verbunden mit den Arbeiten von Oskar Heinroth, Erich von Holst, Konrad Lorenz, Günter Tembrock, Nikolaas Tinbergen und Irenäus Eibl-Eibesfeldt, dem Entwurf einer Instinkttheorie sowie mit dem ehemaligen Max-Planck-Institut für Verhaltensphysiologie. Als bedeutender Vorläufer kann Jean-Henri Fabre betrachtet werden, der den Instinkt bei den Insekten untersuchte.
Das Fachgebiet der Ethologie integrierte Elemente aus mehreren Disziplinen. Ilse Jahn und Ulrich Sucker zufolge übernahmen die Ethologen zunächst „Elemente aus der naturwissenschaftlich orientierten Humanpsychologie von Wilhelm Wundt“, ferner Anregungen „aus der evolutionistischen vergleichenden Morphologie und Entwicklungsgeschichte“, und sie integrierten schließlich „Methoden der experimentellen Tierphysiologie sowie der taxonomischen Feldforschung.“

### Historischer Hintergrund
Schon Hermann Samuel Reimarus (1694–1768) hatte 1760 in seiner Schrift Allgemeine Betrachtungen über die Triebe der Thiere „Instincte, Triebe, Künste“ beschrieben, die „ohne und vor aller Erfahrung, gleich nach ihrer Geburt“ dazu geeignet sind, ihrer „Selbsterhaltung“ zu dienen. Hundert Jahre später konnte Charles Darwin aufgrund jahrelanger eigener Zuchtexperimente (u. a. an Haustauben) plausibel machen, dass die häufig sehr komplexen Verhaltensweisen der Tiere aufgrund der gleichen Gesetzmäßigkeiten entstanden sein müssen wie ihre anatomischen Merkmale: also aufgrund von zufälliger Variabilität der einzelnen Merkmale und deren Bedeutung im „Überlebenskampf“ ihrer Träger. William James, der als Begründer der Psychologie in den USA und als prominenter Vertreter der sogenannten Instinktpsychologie gilt, ging 1890 in seinem Hauptwerk The Principles of Psychology aus evolutionsbiologischen Vermutungen beispielsweise davon aus, dass der Mensch mehrere Dutzend Instinkte besitze, und auch William McDougall, der Mitbegründer der British Psychological Society, schrieb 1908 dem Menschen zahlreiche „primäre Instinkte“ zu, u. a. Fluchtinstinkt, Ekelinstinkt, Neugierinstinkt, Aggressionsinstinkt, Selbstbehauptungsinstinkt, Sexualinstinkt, Elterninstinkt sowie je einen Instinkt für die Selbsterniedrigung durch Sich-selbst-Zurschaustellen und für die Geselligkeit.
Noch bis ins frühe 20. Jahrhundert hinein hielten sich aber auch sogenannte vitalistische Anschauungen, die angeborenes Instinktverhalten zwar nicht leugneten und sogar dessen Zweckmäßigkeit aufzeigten, jedoch die Frage nach dem Entstehen dieser Zweckmäßigkeit mit der Annahme einer Lebenskraft (lateinisch vis vitalis, daher: Vitalismus), einer Naturkraft oder der göttlichen Lenkung beantworteten. Diese Unterstellung letztlich übernatürlicher Kräfte blockierte lange Zeit jede naturwissenschaftliche Ursachenforschung. Ein prominenter Vertreter des Vitalismus war Alfred Russel Wallace. Obwohl Wallace neben Darwin als der Begründer der modernen Evolutionstheorie gilt, hielt er das Entstehen der Instinkte nicht für evolutionsbiologisch erklärbar.
In scharfem Gegensatz zu den vitalistischen Richtungen standen die sogenannten Mechanisten, die alles Verhalten als das gleichsam passive Reagieren auf Außenreize deuteten, als eine Kette von Reflexen („Reflexkettentheorie“). Ihre Anschauungen fußten vor allem auf den Forschungsergebnissen des Nobelpreisträgers Iwan Pawlow und verneinten innere Antriebe bzw. schlossen sie mangels Zugänglichkeit als Gegenstand wissenschaftlicher Untersuchung aus. Prominente Vertreter dieser Richtung waren neben Pawlow die US-amerikanischen Psychologen John B. Watson, der Begründer des klassischen Behaviorismus, sowie B. F. Skinner.
Im deutschen Sprachraum entwickelte sich nach dem Ersten Weltkrieg eine eigenständige Forschungsrichtung. Zum einen betonte sie – im Unterschied zum Behaviorismus – das spontane Auftreten von angeborenem Verhalten aufgrund innerer, zentralnervöser Ursachen („Triebe“). Zum anderen verglichen ihre Vertreter – aufgrund der unterstellten Vererbbarkeit solcher Verhaltensweisen – das Verhalten verwandter Arten in ähnlicher Weise miteinander, wie Anatomen anatomische Merkmale miteinander vergleichen (daher auch vergleichende Verhaltensforschung). 1937 schuf sich diese Forschungsrichtung mittels der Zeitschrift für Tierpsychologie ein eigenes Publikationsorgan. Erst nach dem Zweiten Weltkrieg wurde die Bezeichnung Tierpsychologie durch die Bezeichnung Ethologie abgelöst, da die Tierpsychologie inzwischen im Ruf einer bloßen Liebhaberei stand.
Noch in den 1970er-Jahren wurden die Bezeichnungen Ethologie, Instinktforschung und vergleichende Verhaltensforschung von den Forschern dieses Fachgebiets als Synonyme verwendet.
In dem Maße, in dem die aus der „klassischen“ vergleichenden Verhaltensforschung hervorgegangene Instinkttheorie aufgrund von neueren verhaltensökologischen sowie neurobiologischen Befunden als überholt angesehen wurde, benutzten viele Verhaltensforscher seit den frühen 1980er-Jahren auch die Bezeichnung Ethologie immer weniger und ersetzten sie durch die als neutraler empfundene Bezeichnung Verhaltensbiologie.
Außerhalb des deutschen Sprachraums hingegen stehen heute beispielsweise ethology (engl.), éthologie (französ.), etología (spanisch), etologia (italienisch), etoloji (türkisch) und etologi (dänisch) ganz allgemein für Verhaltensbiologie. Deshalb wurde die 1937 von Konrad Lorenz mitbegründete Zeitschrift für Tierpsychologie, neben Behaviour und Animal Behaviour jahrzehntelang die bedeutendste verhaltensbiologische Fachpublikation, ab 1986 von Wolfgang Wickler – dem internationalen Sprachgebrauch folgend – in Ethology umbenannt.

### Das Instinktkonzept
Eine grundlegende Wendung nahm die Verhaltensforschung durch Oskar Heinroth, in dessen 1911 publiziertem Vortrag vor dem 5. Internationalen Ornithologen-Kongress das Wort Ethologie erstmals im heutigen, in Deutschland gebräuchlichen Sinne auch vor großem Fachpublikum verwendet wurde. Heinroth hatte zunächst das Verhalten von diversen Gänse- und Entenarten studiert und dabei festgestellt, dass bestimmte Bewegungsweisen (beispielsweise bei der Balz) von Tieren gleichen Geschlechts und gleicher Art mit immer denselben Gesten und Körperhaltungen ausgeführt werden. Heinroth nannte solche formkonstanten Bewegungen arteigene Triebhandlungen und konnte aufzeigen, dass verwandte Arten mehr oder weniger starke Abwandlungen solcher Verhaltensweisen besitzen. Von diesen genauen Verhaltensbeobachtungen zu einer evolutionären Deutung ihres Entstehens war es dann weder für Heinroth noch für dessen späteren Schüler Konrad Lorenz ein großer Schritt. Lorenz griff 1931 die Bezeichnung Ethologie erstmals auf, als er einen umfangreichen Aufsatz über die „Ethologie sozialer Corviden“ veröffentlichte.
Die ethologische Instinkttheorie besagt, dass Instinktverhalten im Erbgut verankert ist und durch Schlüsselreize ausgelöst werden kann, solange eine innere aktionsspezifische Energie vorhanden ist. Die Zweckmäßigkeit dieses Ineinandergreifens von äußerem Auslöser, Handlungsbereitschaft und spezifischer Verhaltensweise habe sich im Prozess der Evolution entwickelt und diene letztlich der Weitergabe der Gene an die jeweils nächste Generation.
Ein häufig zitiertes Beispiel für eine solche Instinktbewegung ist die Eirollbewegung der Graugans: Wenn ein Ei (der Schlüsselreiz) außerhalb des Nestes gerät, reckt die Gans ihren Schnabel über das Ei hinweg und rollt das Ei mit Hilfe ihres Schnabels zurück ins Nest. Diese Bewegung läuft immer auf die gleiche Weise ab und wird selbst dann zu Ende geführt, wenn das Ei während des Vorgangs von einem Versuchsleiter entfernt wird. Diese starre, angeborene Form des Verhaltens gilt als eine arteigene Triebhandlung im Sinne von Oskar Heinroth und wurde von Konrad Lorenz als Erbkoordination bezeichnet.
Weitere Fachbegriffe der Instinkttheorie sind u. a. Angeborener Auslösemechanismus, Appetenz, Leerlaufhandlung und Übersprungbewegung sowie das Prägungskonzept.
Kennzeichnend für die ethologische Instinktforschung ist zum einen die Betonung der Freilandforschung, also das Beobachten und Erklären des Verhaltens unter natürlichen Umweltbedingungen, zum anderen sogenannte Ethogramme: Das sind exakte Beschreibungen aller bei einer Tierart beobachtbaren Verhaltensweisen. Anhand dieser Ethogramme können Verhaltensprotokolle erstellt werden, in denen die Häufigkeit der Verhaltensweisen und ihre zeitliche Abfolge aufgelistet werden (z. B.: Nahrungsaufnahme, Schlafen, Sich-Putzen, schnelles Weglaufen, Eintragen von Jungtieren zum Nest). Hierdurch wird es möglich, sowohl die Häufigkeit als auch das Aufeinanderfolgen von Verhaltensweisen qualitativ und quantitativ zu beschreiben.

### Kritik
Mit der Bezeichnung Instinktbewegung oder Erbkoordination war bis Ende der 1960er-Jahre die Auffassung verbunden, es handele sich bei den so gedeuteten Verhaltensweisen um rein angeborene Aktivitäten, die zwar „durch Außenreize ausgelöst und in ihrer Intensität und Orientierung beeinflußt“ werden; ihr Ablauf hingegen, „d.h. die Art der Bewegung, ist von Außenreizen unabhängig und jeweils artspezifisch festgelegt.“ Inzwischen hat die Forschung aber immer mehr Anhaltspunkte dafür gefunden, dass solche starren Reaktionen auf externe Reize ein Ausnahmefall sind, dass Erbe und Umwelt auch in Bezug auf einzelne Verhaltensweisen eng miteinander verzahnt sind (siehe Reaktionsnorm).
Zentrale Konzepte der klassischen Ethologie wurden 1990 von Wolfgang Wickler, einem Schüler von Konrad Lorenz, und 1992 von Hanna-Maria Zippelius, einer Schülerin von Karl von Frisch, kritisiert (vergleiche hierzu unter anderem Übersprunghandlung und Leerlaufhandlung). Ihrer Kritik vorausgegangen war allerdings bereits fast 30 Jahre zuvor in den USA eine ausführliche Analyse in einem Review-Artikel, in dem die Instinkt-basierte Ethologie als „präformationistisch“ und „voreingenommen“ bezüglich ihrer „starren Konzepte“ zu angeborenem Verhalten und Reifung – durch Vervollkommnung im Verlauf der Individualentwicklung ohne Übung – bezeichnet wurde.
Am deutlichsten wurde die Abkehr von der Instinkttheorie 1990 von Wolfgang Wickler am Beispiel von Übersprungbewegung und Leerlaufhandlung formuliert: „Die aktionsspezifische Energie erwies sich als modernes Phlogiston und das psychohydraulische Modell trotz raffinierter Veränderungen als untauglich, die Bereitschafts- und Zustandsänderungen im Tier adäquat abzubilden.“ Modellbildend wurden u. a. junge Teilgebiete der Ökologie wie die Populationsökologie und die Verhaltensökologie, die beispielsweise die Nahrungssuche und andere Entscheidungsfindungen in Konfliktsituationen mit Hilfe des Konzepts der Kosten-Nutzen-Analyse als Optimal foraging beschreiben. Für die Untersuchung von Sozialverhalten haben sich die Soziobiologie und die Bioakustik als eigenständige Fachrichtungen etabliert, und für die Untersuchung der Evolution von Verhalten liefern ferner die Spieltheorie, die Biolinguistik und die Evolutionäre Psychologie fruchtbare Ansätze.

## Nutztierethologie
Als Nutztierethologie wird ein Teilgebiet der Agrarwissenschaften bezeichnet, das sich mit der Erforschung des Verhaltens von Nutztieren befasst. Angestrebt wird eine Optimierung der Haltungsbedingungen in der Nutztierhaltung im Sinne einer annähernd tiergerechten Haltung.

## Belege
1. ↑  “its usage in the sense of habit, manners, etc. […] expresses what we mean by animal behavior”. William Morton Wheeler: Natural history, ‚oecology‘ or ‚ethology‘? In: Science. Band 15, Nr. 390, 1902, S. 975, doi:10.1126/science.15.390.971.
2. ↑  Isidore Geoffroy Saint-Hilaire: Histoire naturelle des règnes organiques. Band 2, 1854, S. 285, Zugangsseite zum Volltext.
3. ↑  Friedrich Dahl: Experimentelle statistische Ethologie. In: Verhandlungen der Deutschen Zoologischen Gesellschaft. 1898, S. 121–1131. Zur Abgrenzung von Biologie, Ökologie und Ethologie um 1900 siehe: Ulrich Sucker: Das Kaiser-Wilhelm-Institut für Biologie. Seine Gründungsgeschichte, seine problemgeschichtlichen und wissenschaftstheoretischen Voraussetzungen (1911–1916). Franz Steiner Verlag, Stuttgart 2002, S. 59 ff., ISBN 3-515-07912-2.
4. ↑  William Morton Wheeler: Natural history, ‚oecology‘ or ‚ethology‘? In: Science. Band 15, Nr. 390, 1902, S. 971–976, doi:10.1126/science.15.390.971.
5. ↑  Ilse Jahn und Ulrich Sucker: Die Herausbildung der Verhaltensbiologie. In: Ilse Jahn (Hrsg.): Geschichte der Biologie. 2., korrigierte Ausgabe der 3. Auflage. Spektrum Akademischer Verlag, Heidelberg und Berlin 2002, S. 593, ISBN 3-8274-1023-1.
6. ↑  Hermann Samuel Reimarus: Allgemeine Betrachtungen über die Triebe der Thiere, hauptsächlich über ihre Kunsttriebe. Zum Erkenntniss des Zusammenhanges der Welt, des Schöpfers und unser selbst. Johann Carl Bohn, Hamburg 1760, S. 92 und 96, Volltext.
7. ↑  Charles Darwin: On the origin of species by means of natural selection, or the preservation of favoured races in the struggle for life. John Murray, London 1859, Kapitel 1; digitalisierte Fassung.
8. ↑  William James: The Principles of Psychology. 2 Bände. Henry Holt and Company, New York 1890.
9. ↑  William McDougall: The Principal Instincts and the Primary Emotions. Kapitel 3 in: Derselbe: An Introduction to Social Psychology. Methuen & Co. Ltd., London 1919, Volltext.
10. ↑  Zwei frühe Studien sind:
 Günther Schlesinger: Zur Ethologie der Mormyriden. In: Annalen des Naturhistorischen Museums in Wien. Band 23, Nr. 3/4, 1909, S. 282–311 (zobodat.at [PDF]).
 Oskar Heinroth: Beiträge zur Biologie, namentlich Ethologie und Psychologie der Anatiden. In: Verhandlungen des V. Internationalen Ornithologen-Kongresses in Berlin, 30. Mai bis 4. Juni 1910. Deutsche Ornithologische Gesellschaft, Berlin 1911, S. 559–702, Volltext.
11. ↑  Siehe z. B. Katharina Heinroth in Grzimeks Tierleben, Ergänzungsband Verhaltensforschung, Kap. 1, Kindler Verlag, Zürich 1974.
12. ↑  Volker Schurig: Hundert Jahre Wissenschaftsbegriff ‚Ethologie‘: eine kritische Bilanz. In: Biologie in unserer Zeit. Nr. 2 / 2011, S. 92. Hier heißt es wörtlich: „Der Wissenschaftsbegriff ‚Ethologie‘ verschwindet seit 1980 zunehmend aus dem wissenschaftlichen Sprachgebrauch.“
13. ↑  Oskar Heinroth: Beiträge zur Biologie, namentlich Ethologie und Psychologie der Anatiden. In: Berichte des V. Int. Ornithologen Kongresses. Berlin 1910, S. 559 ff.
14. ↑  Konrad Lorenz: Beiträge zur Ethologie sozialer Corviden. In: Journal für Ornithologie. Band 79, Nr. 1, 1931, S. 67–127, Volltext (PDF).
15. ↑  Konrad Lorenz, Nikolaas Tinbergen: Taxis und Instinkthandlung in der Eirollbewegung der Graugans. In: Zeitschrift für Tierpsychologie. Band 2, Nr. 1–3, S. 1–29, 1939, doi:10.1111/j.1439-0310.1939.tb01558.x.
16. ↑  Gerard Baerends: Aufbau des tierischen Verhaltens. In: J.-G. Helmcke, H. von Lengerken und D. Starck (Hrsg.): Handbuch der Zoologie. Band VIII: Mammalia, 10. Teil, 1. Hälfte. Walter de Gruyter, Berlin 1956, S. 1.
17. ↑  Eintrag Erbkoordination in: Klaus Immelmann: Grzimeks Tierleben, Ergänzungsband Verhaltensforschung. Kindler Verlag, Zürich 1974, S. 626.
18. 1 2  Wolfgang Wickler: Von der Ethologie zur Soziobiologie. In: Jost Herbig, Rainer Hohlfeld (Hrsg.): Die zweite Schöpfung. Geist und Ungeist in der Biologie des 20. Jahrhunderts. Carl Hanser, München 1990, S. 176, ISBN 978-3-446-15293-9.
19. ↑  Hanna-Maria Zippelius: Die vermessene Theorie. Eine kritische Auseinandersetzung mit der Instinkttheorie von Konrad Lorenz und verhaltenskundlicher Forschungspraxis. Vieweg, Braunschweig 1992, ISBN 3-528-06458-7.
20. ↑  Daniel S. Lehrman: A Critique of Konrad Lorenz's Theory of Instinctive Behavior. In: The Quarterly Review of Biology. Band 28, Nr. 4, 1953, S. 337–363, doi:10.1086/399858, Volltext (PDF).
21. ↑  Steffen Hoy: Nutztierethologie. Eugen Ulmer, Stuttgart 2009, ISBN 978-3-8252-3312-9.
22. ↑  Fachgebiet Nutztierethologie und Tierhaltung am Fachbereich Ökologische Agrarwissenschaften der Universität Kassel.